# Fabeldjursserie
Fabeldjursserie kallas i vardagligt tal en tecknad serie om talande djur med mänskliga egenskaper. Begreppet kommer från den gamla berättelsetypen fabel (se Aisopos och La Fontaine), där handlingen alltid kretsar kring djur som talar och beter sig som människor på ett eller annat sätt. Även en nyare barnlitterär tradition med verk som Det susar i säven har bidragit med inspiration. Den viktigaste och mest inflytelserika pionjären inom seriemediet är skapelser skapade av Walt Disney eller hans olika medarbetare, som Floyd Gottfredson och Carl Barks.
En annan term för dessa figurer är antropomorfa djur, där antropomorf betyder människoliknande. 
Serier om intelligenta husdjur i mänskliga miljöer, såsom Snobben och Gustaf, brukar i regel inte kallas fabeldjursserier. De är visserligen speciella som djur, men de ersätter här ändå inte människans roll i berättelsen. Inte heller serier som Teenage Mutant Ninja Turtles brukar räknas som fabeldjursserier, då mänsklighetens samhälle ofta är ett centralt tema i serien.

## Kända fabeldjursserier
Nedan listas ett antal kända fabeldjursserier, med ursprungsland och huvudpersonens identitet som djur.

- Arne Anka (Sverige, anka)
- Bamse (Sverige, björn)
- Cerebus (Kanada, jordsvin)
- Elvis (Sverige, sköldpadda)
- Fritz the Cat (USA, katt)
- Howard the Duck (USA, anka)
- Kalle Anka (USA, anka)
- Klas Katt (Sverige, anka)
- Krazy Kat (USA, katt)
- Maus (USA, mus)
- Musse Pigg (USA, mus)
- Rasmus Nalle (Danmark, björn)
- Rocky (Sverige, hund)
- Tom Puss (Nederländerna, björn)
- Usagi Yojimbo (USA, kanin)

### Animerade filmer med fabeldjur
- Snurre Sprätt (USA, kanin)
- Tre små grisar